# Florian Schwiecker

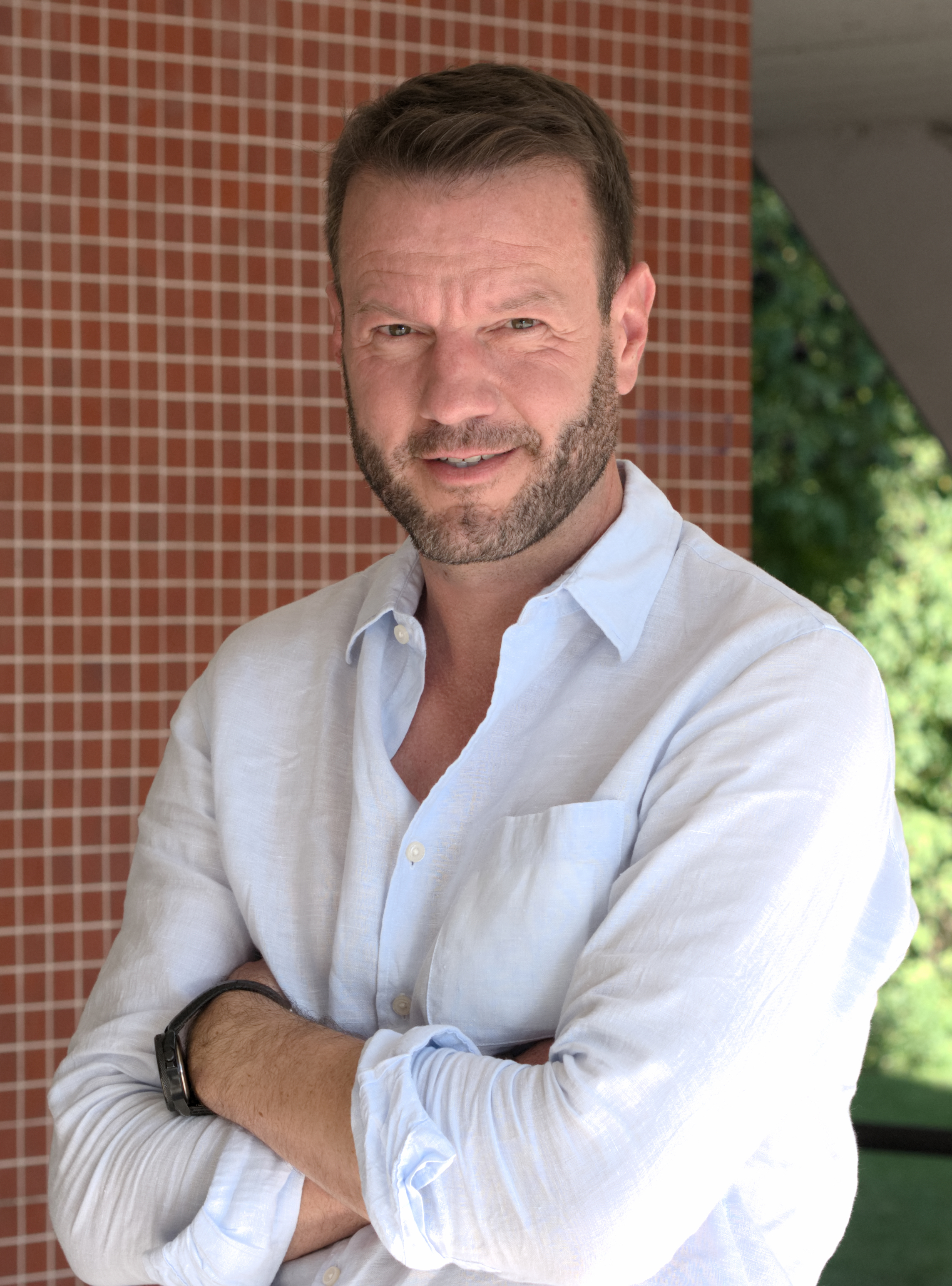
Florian Schwiecker

Florian Schwiecker (* 1972 in Kiel) ist ein deutscher Schriftsteller. Sein dritter Roman Die 7. Zeugin, den er zusammen mit Michael Tsokos schrieb, erreichte Platz 3 der Spiegel-Bestsellerliste.

## Biografie
Schwiecker wuchs als Mittlerer von drei Brüdern in Kiel auf. Ende der siebziger Jahre zog die Familie zunächst nach Kahl am Main und dann 1983 nach Berlin. Hier begann Schwiecker dann später an der Freien Universität Berlin das Studium der Rechtswissenschaften mit anschließendem Referendariat beim Kammergericht Berlin.
Von 2001 bis 2009 war er als Strafverteidiger in Berlin tätig. Zuerst als Partner in der Kanzlei Schwiecker & Marfurt, Rechtsanwälte und von September 2002 bis März 2009 als Partner bei E2P Rechtsanwälte. Von 2009 bis Januar 2021 führte er – zuletzt als Vice President – das globale Sales Team von Speech Processing Solutions, bevor er im Februar 2021 als CCO beim dänischen AI-Start-Up Corti einstieg.
Schon während seiner Zeit im Vertrieb schrieb er den ersten Teil seiner Luk-Krieger-Thriller Reihe mit dem Titel Verraten, der am 2. Februar 2017 bei edel books, einem Tochterunternehmen der edel AG, erschien. Verraten ist auch als Hörbuch erhältlich, eingelesen von Schwiecker selbst. Der zweite Teil Helios erschien am 7. Mai 2019 im Selbstverlag.
Gemeinsam mit dem deutschen Rechtsmediziner und Bestseller-Autor Michael Tsokos schreibt Florian Schwiecker eine Justiz-Krimi-Reihe. Basierend auf ihren Insider-Einblicken ermitteln in diesen Büchern der Anwalt Rocco Eberhardt und Rechtsmediziner Dr. Justus Jarmer in Berlin. Der erste Band, Die 7. Zeugin, erschien am 1. Februar 2021 bei Droemer Knaur. Der Titel erreichte in der Woche 07/21 Platz 3 der Spiegel-Bestsellerliste und belegte Platz 17 in der Jahresbestsellerliste 2021. Das von Josef Vossenkuhl gelesene Hörbuch stieg in den Audible-Bestseller-Charts bis auf Platz 4.
Der zweite Band der Reihe, Der 13. Mann, erschien am 1. März 2022 und stieg bis auf Platz 4 der Bestsellerliste in der Woche 10/2022.
Der dritte Teil der Justiz-Krimi-Reihe, Die letzte Lügnerin, erschien am 1. März 2023.

## Werke
Luk-Krieger-Reihe
- Verraten. Edel Books – ein Verlag der Edel Verlagsgruppe, Hamburg 2017, ISBN 978-3-8419-0505-5 / Hörbuch – Verlag: The Bad Ideas, Berlin 2018.
- Helios. Selbstpublikation. Florian Schwiecker, Berlin 2019, ISBN 978-3-00-062363-9.

Eberhardt-und-Jarmer-Reihe (mit Michael Tsokos):
- Die 7. Zeugin. Knaur Taschenbuch, München 2021, ISBN 978-3-426-52755-9 / Audible Studios, München 2021, Ungekürzte Ausgabe.
- Der 13. Mann. Knaur Taschenbuch, München 2022, ISBN 978-3-426-52844-0 / Audible Studios, München 2022, Ungekürzte Ausgabe.
- Die letzte Lügnerin. Knaur Taschenbuch, München 2023, ISBN 978-3-426-52845-7.
- Der 1. Patient: Justiz-Krimi. Knaur Taschenbuch, München 2024, ISBN 978-3-426-44623-2.

Weitere Werke
- Winter, Weihrauch, Wasserleiche (mit anderen Autoren). Knaur Taschenbuch, München 2021, ISBN 978-3-426-52797-9 (ebenfalls Spiegel-Bestseller)
- Wichtel, Wunder, Weihnachtsmord (mit anderen Autoren). Knaur Taschenbuch, München 2022, ISBN 978-3-426-52933-1.